# Кравец, Алексей Григорьевич
Алексей Григорьевич Кравец (3 декабря 1930 — 2 января 2005) — передовик советской газовой промышленности, электросварщик специализированного управления № 12 треста «Укргазспецстрой» Министерства газовой промышленности СССР, город Днепропетровск, Герой Социалистического Труда (1966).

## Биография
Родился в 1930 году в селе Семигинов, ныне Стрыйского района, Львовской области в украинской многодетной крестьянской семье.
Обучение в школе завершить не успел. Началась Великая Отечественная война. с 1941 по 1944 годы проживал на оккупированной территории. После освобождения поступил учиться в школу фабрично-заводского обучения. Был направлен на работу в Львовское специализированное управление объединения «Укргазстрой».
В 1950 году стал трудиться слесарем-монтажником. В дальнейшем переехал в Днепропетровск в одно из подразделений «Укргазстрой». Здесь освоил профессию сварщик-полуавтоматчик. Участник строительства газопровода Ставрополь — Москва. Постоянно совершенствовался и стал одним из лучших сварщиков страны. С 1950 по 1966 годы принимал участие в сооружении газопроводов в различных районах Украины, Румынии, Афганистана. Сумел выполнить 40—50 стыков труб диаметром 820 мм за смену.
Указом Президиума Верховного Совета СССР от 1 июля 1966 года за достижение высоких показателей в производстве Алексею Григорьевичу Кравцу присвоено звание Героя Социалистического Труда с вручением ордена Ленина и медали «Серп и Молот».
Продолжал свою трудовую деятельность в управлении. Постоянно находился в передовиках производства. Работал до выхода на заслуженный отдых.
Проживал в городе Днепропетровске. Умер 2 января 2005 года.

## Награды
За трудовые успехи был удостоен:
- золотая звезда «Серп и Молот» (01.07.1966)
- орден Ленина (01.07.1966)
- Орден Знак Почёта (08.07.1960)
- другие медали.